# 스테이시 대시
스테이시 대시(Stacey Dash, 1967년 1월 20일 ~ )는 미국의 배우이다.

## 출연 작품

### 영화
- 클루리스 (1995)
- 콜드 하트 (1997)
- 허리케인 샤크네이도 (2016)

### 텔레비전
- 디 엑시즈 (2013)